# Fallhaus (Wassertrüdingen)
Fallhaus ist ein Gemeindeteil der Stadt Wassertrüdingen im Landkreis Ansbach (Mittelfranken, Bayern). Fallhaus liegt in der Gemarkung Wassertrüdingen.

## Geografie
Nordöstlich der Einöde grenzen die Waldgebiete Baudenhardt und Zipfelholz an. Ein Anliegerweg führt zur Staatsstraße 2221 (0,1 km nordöstlich), die an Altentrüdingen vorbei nach Unterschwaningen (2,7 km nördlich) bzw. nach Wassertrüdingen führt (2 km südlich).

## Geschichte
Unter der preußischen Verwaltung (1792–1806) des Fürstentums Ansbach erhielt Fallhaus bei der Vergabe der Hausnummern die Nr. 372 des Ortes Wassertrüdingen. Da die Vergabe der Hausnummern nach dem Alter des Anwesens erfolgte, dürfte die Abdeckerei erst gegen Ende des 18. Jahrhunderts gegründet worden sein. Das Hochgericht übte das ansbachische Oberamt Wassertrüdingen aus. Grundherr des Anwesens war das Kastenamt Wassertrüdingen.
Infolge des Gemeindeedikts wurde Fallhaus 1809 dem Steuerdistrikt und der Munizipalgemeinde Wassertrüdingen zugeordnet.

### Einwohnerentwicklung
| Jahr      | 001836 | 001840 | 001861 | 001871 | 001885 | 001900 | 001925 | 001950 | 001961 | 001970 | 001987 |
| Einwohner | 10     | 10     | 7      | 6      | 4      | 4      | 6      | 4      | 4      | 5      | 4      |
| Häuser    | 1      | 1      |        |        | 1      | 1      | 1      | 1      | 1      |        | 1      |
| Quelle    | [ 9 ]  | [ 10 ] | [ 11 ] | [ 12 ] | [ 13 ] | [ 14 ] | [ 15 ] | [ 16 ] | [ 17 ] | [ 18 ] | [ 1 ]  |

## Religion
Der Ort ist evangelisch-lutherisch geprägt und bis heute nach St. Nikolaus und Theobald (Altentrüdingen) gepfarrt. Die Einwohner römisch-katholischer Konfession sind nach Heilig Geist (Wassertrüdingen) gepfarrt.